# (3706) Sinnott
Pour les articles homonymes, voir Sinnott.
(3706) Sinnott est un astéroïde de la ceinture principale.

## Description
(3706) Sinnott est un astéroïde de la ceinture principale. Il fut découvert le 28 septembre 1984 à la station Anderson Mesa par Brian A. Skiff. Il présente une orbite caractérisée par un demi-grand axe de 2,19 UA, une excentricité de 0,10 et une inclinaison de 3,5° par rapport à l'écliptique.

## Compléments